# جنگ شبه‌جزیره
جنگ شبه جزیره درگیری نظامی میان فرانسه و اسپانیا و متحدان این کشور بر سر کنترل شبه جزیره ایبری طی جنگ‌های ناپلئونی بود. جنگ هنگامی آغاز شد که نیروهای متحد اسپانیا و فرانسه در سال ۱۸۰۷ موفق به فتح پرتغال شدند. یکسال بعد، فرانسویان به متحد دیرینه‌شان، اسپانیا، هجوم بردند. این جنگ تا سال ۱۸۱۴ میلادی که نیروهای ائتلاف ششم توانستند ناپلئون را شکست دهند، ادامه یافت. در کشورهای اسپانیایی‌زبان این جنگ به نام جنگ استقلال اسپانیا مشهور است.
این جنگ یکی از اولین جنگ‌های چریکی وسیع و از نخستین جنگ‌های ملی در سطح اروپا می‌باشد. فرانسویان در ابتدای کار موفق به تصرف کلیه اسپانیا شدند. لشکریان بریتانیا و پرتغال توانستند پرتغال را از سلطه فرانسه آزاد کرده و آن را به صورت موضعی امن برای لشکرکشی‌های بعدی خود درآورند. جنگ به شدت خونین بود و هرساله شورش ایالات اسپانیایی نیز تهدیدی برای حکومت مرکزی وابسته به فرانسه، که در مادرید قرار داشت، به حساب می‌آمد.
چندین سال جنگ در اسپانیا، ارتش بزرگ ناپلئون را روبه زوال برد. با وجود پیروزی‌های مکرر فرانسویان در نبرد با چریک‌های اسپانیایی، ذخیره و توان آنان روبه انحطاط می‌رفت. به تدریج مشخص شد که حمله ناپلئون به اسپانیا اشتباهی بسیار بزرگ و جبران ناشدنی بوده‌است.